# Bugatti EB110

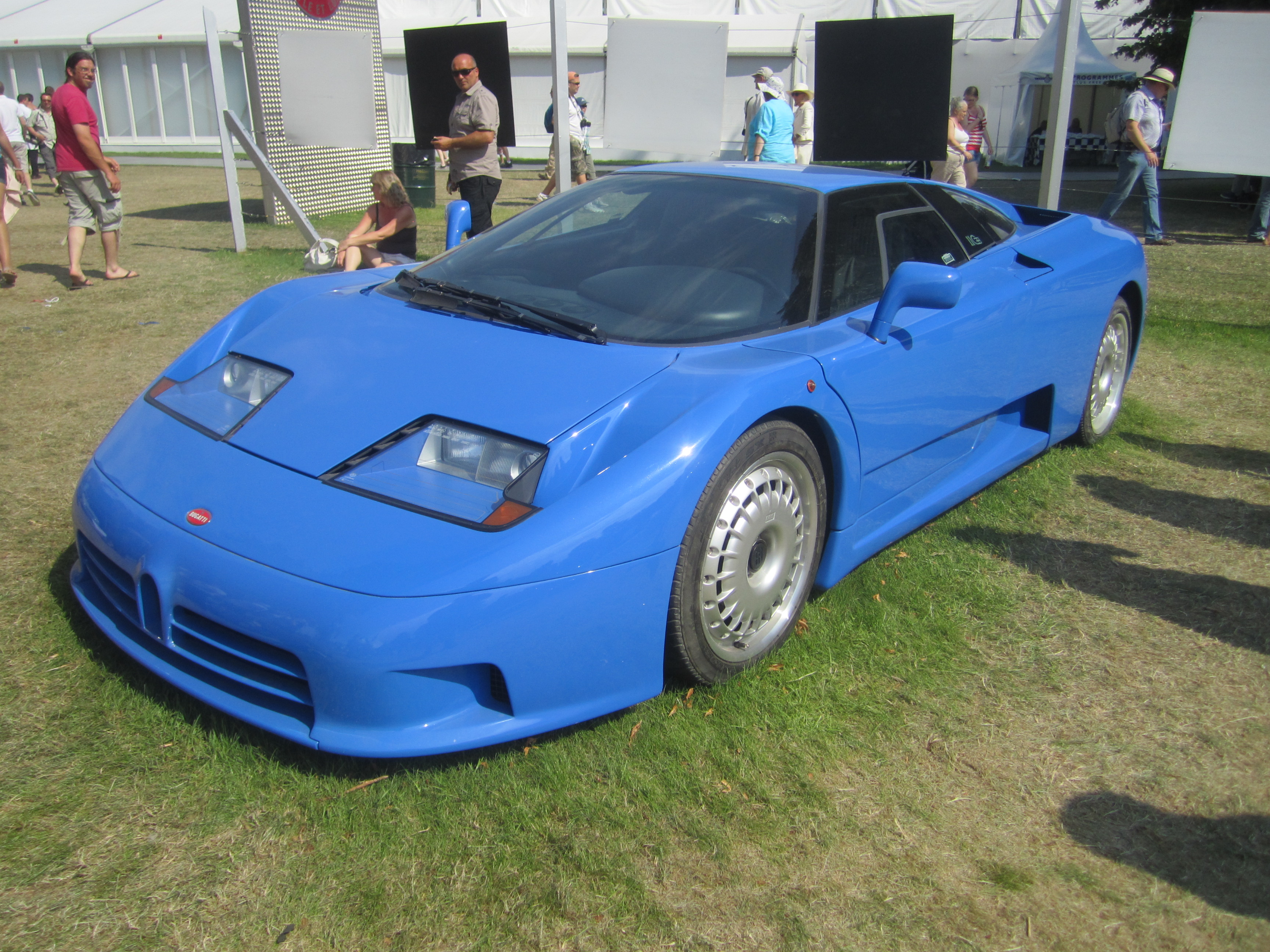
Bugatti EB110 GT

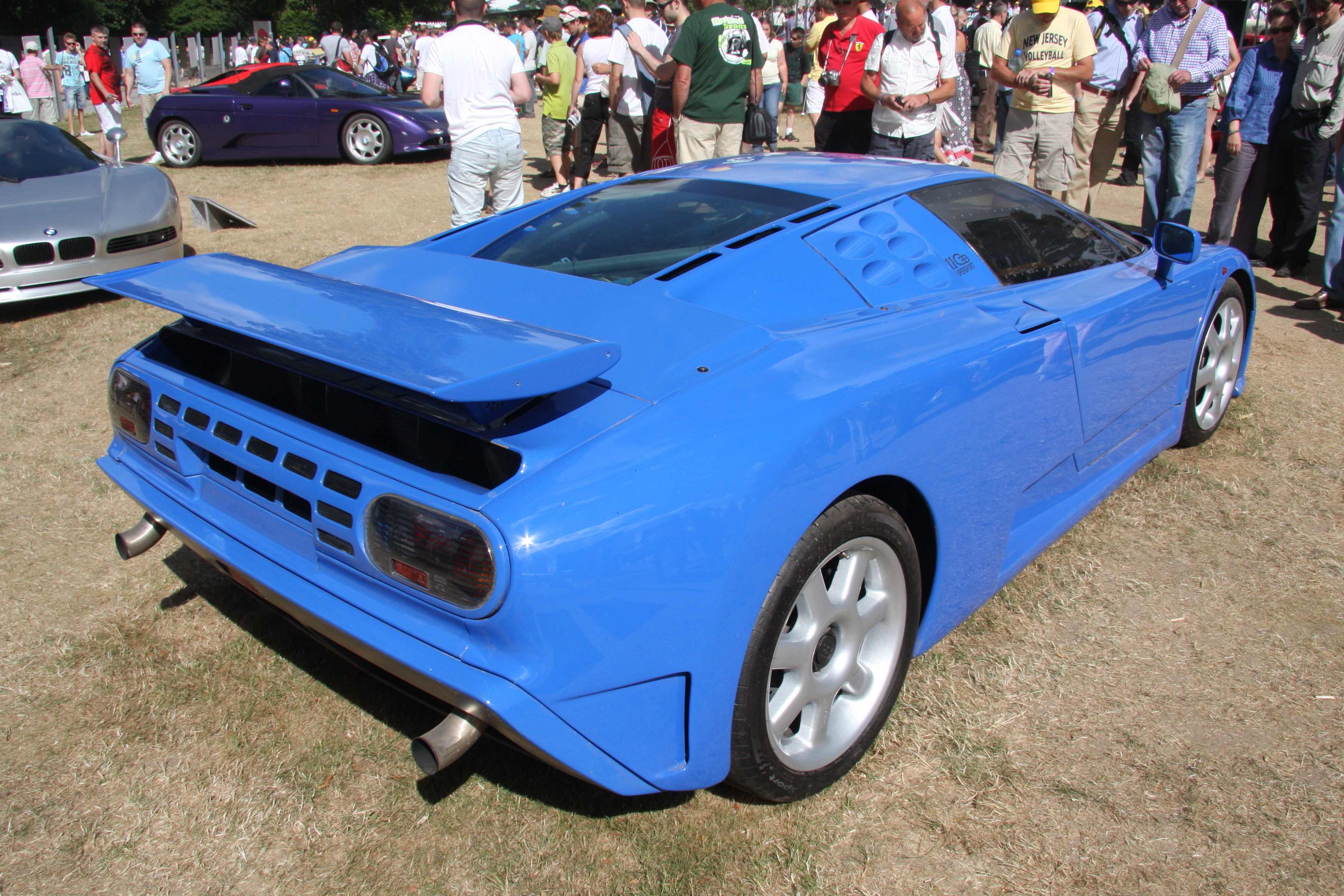
Bugatti EB110 SS

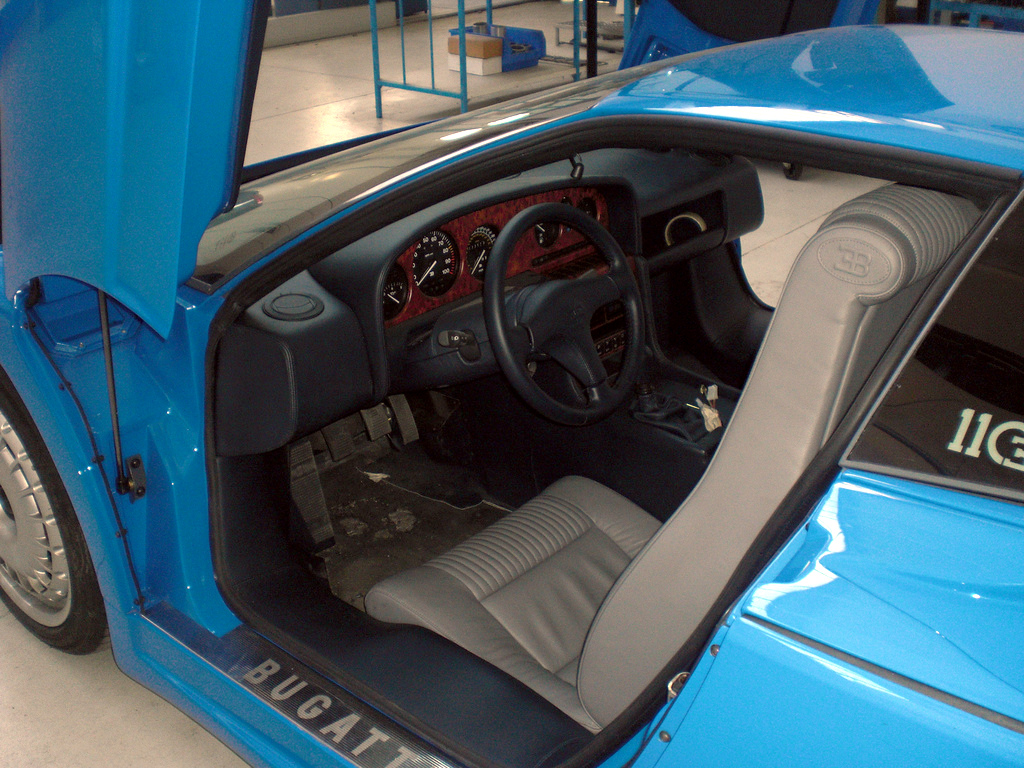

Bugatti EB110 — середньомоторний повнопривідний суперкар компанії Bugatti SpA, названий на честь 110-річчя засновника марки Етторе Бугатті. Вперше представлений широкій публіці 15 вересня 1991 року одночасно на площі перед Версалем і у Великий арці Дефанс в Парижі, в день 110-річчя Етторе Бугатті.
На момент виходу за сукупністю використаних ноу-хау це був винятковий суперкар сучасності, в технічному плані на порядок перевершував все пропоноване Ferrari, Lamborghini або Porsche.

## Двигуни
- GT: 3.5 L Bugatti quad-turbo V12 560 к.с. при 8000 об/хв 611 Нм при 4200 об/хв. Тиск турбіни 1,05 bar. Розгін 0-100 км/год 3.46 с
- Super Sport: 3.5 L Bugatti quad-turbo V12 612 к.с. при 8250 об/хв 650 Нм при 4200 об/хв. Тиск турбіни 1,2 bar. Розгін 0-100 км/год 3.26 с